# Чађавац (Велика Писаница)
Чађавац је насељено место у општини Велика Писаница, у области Билогора, Република Хрватска.

## Историја
Почетком 20. века село је било парохијска филијала села Велика Писаница.
Ту се налазила 1905. године православна црква посвећена Св. апостолу Томи из 1746. године.
До територијалне реорганизације у Хрватској насеље се налазило у саставу бивше велике општине Бјеловар.

## Становништво
По попису из 2001. године село је имало 116 становника. Насеље је према попису становништва из 2011. године имало 81 становника.
| Националност       | 1991.        | 1981.        | 1971.        | 1961.        |
| Срби               | 137 (83,03%) | 159 (77,94%) | 200 (84,74%) | 246 (83,67%) |
| Хрвати             | 9 (5,45%)    | 20 (9,80%)   | 34 (14,40%)  | 43 (14,62%)  |
| Југословени        | 7 (4,24%)    | 22 (10,78%)  | 2 (0,84%)    | 0            |
| остали и непознато | 12 (7,27%)   | 3 (1,47%)    | 0            | 5 (1,70%)    |
| Укупно             | 165          | 204          | 236          | 294          |